# Svendborg Amt

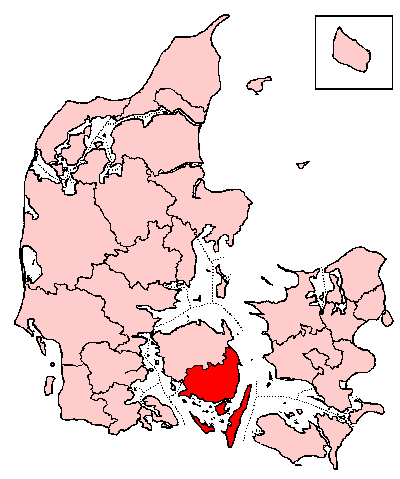
Svendborg Amt

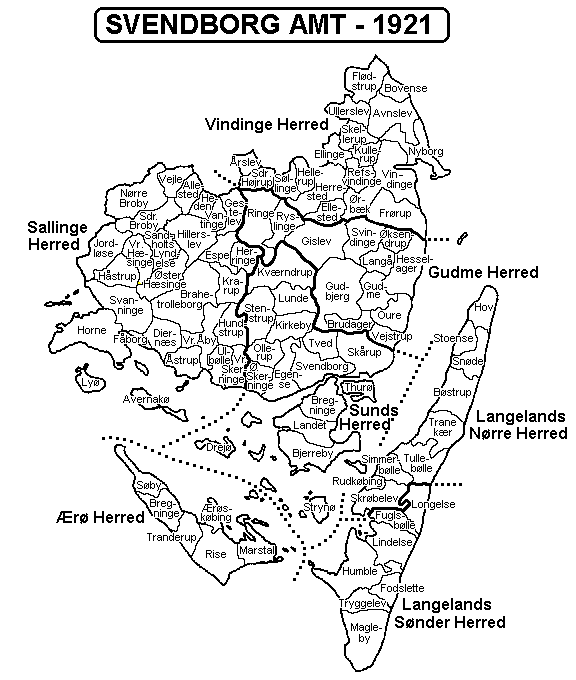
Svendborg amt 1921, verdeling in herreder en parochies

Svendborg Amt was tussen 1793 en 1970 een van de amten van Denemarken. Het omvatte het zuidelijke deel van het eiland Funen alsmede het eiland Langeland en omliggende kleinere eilanden. In 1864 werd het uitgebreid met Ærø dat eerder deel was van het hertogdom Sleeswijk maar bij de vrede van Wenen Deens werd als compensatie voor het verlies van de koninklijke enclaves die na de Tweede Duits-Deense Oorlog Duits werden. 
In 1970 werd Svendborg Amt samengevoegd met Odense Amt in de nieuwe provincie  Funen.

## Herreder
Oorspronkelijk was het amt verdeeld in zes herreder. Na de toevoeging van Ærø waren dat er zeven.
- Gudme Herred
- Langelands Nørre Herred
- Langelands Sønder Herred
- Sallinge Herred
- Sunds Herred
- Vindinge Herred
- Ærø Herred